# Hudiksvalls HC
Der Hudiksvalls HC ist ein 1978 gegründeter schwedischer Eishockeyklub aus Hudiksvall. Die Mannschaft spielt in der drittklassigen Hockeyettan.

## Geschichte
Der Hudiksvalls HC wurde 1978 gegründet. Die Mannschaft nimmt seit der Saison 1999/2000 regelmäßig an der drittklassigen Division 1, die inzwischen Hockeyettan heißt, teil.